# Schützenfest

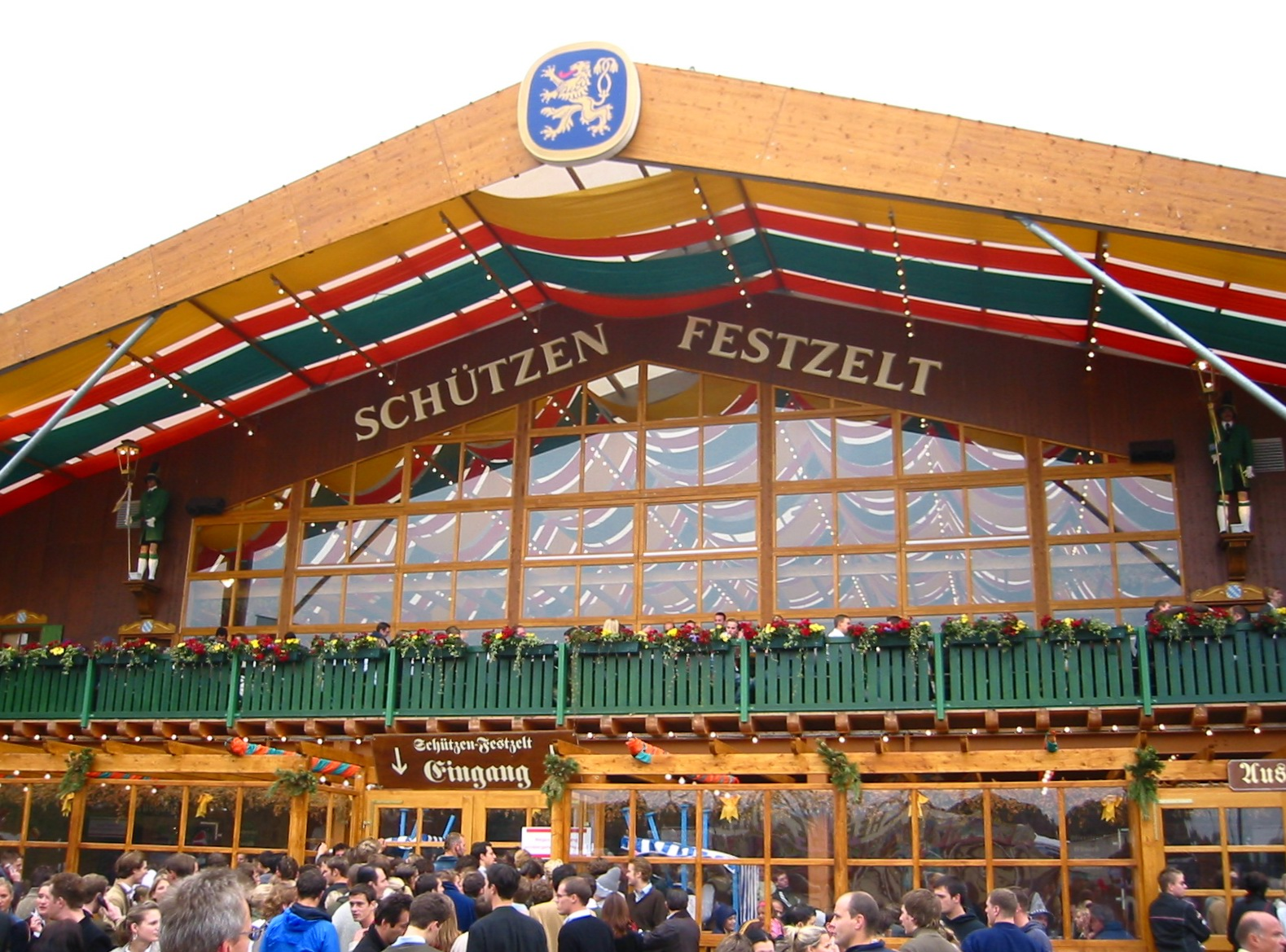
Schützen Festzelt

A Schützenfest ou Festa do Tiro é uma festa tradicional que acontece anualmente na região noroeste da Alemanha, bem como na Baviera, e no Brasil, realizada pelas sociedades de atiradores (Schützenverein na língua alemã).
As Sociedades de Atiradores, Schützenverein, hoje Sociedades Recreativas de esporte e lazer, foram primeiramente Corporações de Atiradores, originadas na Bélgica, Holanda e norte da França e, mais tarde, no século XIV, na Alemanha. Tinham por finalidade a defesa, e preparavam os seus membros para o manejo correto de armas em caso de guerras.
Nos períodos entre guerras, os atiradores disputavam para obter o título de melhor atirador, denominando-o Rei dos Atiradores. Essas competições tornaram-se grandes festas populares, desenvolvendo novas modalidades de tiro, como o Tiro ao pássaro.
Com a perda de seu caráter militar, essas sociedades passaram a atuar como entidades esportivas e recreativas. As festas de Rei do Tiro se perpetuaram, transformando-se em grandes acontecimentos nas cidades alemãs, envolvendo diversas localidades, ficando conhecidas como Schützenfest (Festa dos Atiradores).
Com a vinda dos imigrantes alemães para o Brasil essa tradição passou a ser praticada nos locais por eles colonizados. A região sul ostenta o maior número deste tipo de associação. A necessidade de sociabilidade, de formação de grupos, aliada às relações econômicas, culturais e esportivas fez surgir diversas Sociedades de Atiradores nos núcleos de imigrantes alemães e seus descendentes.

## A Schützenfest no Brasil

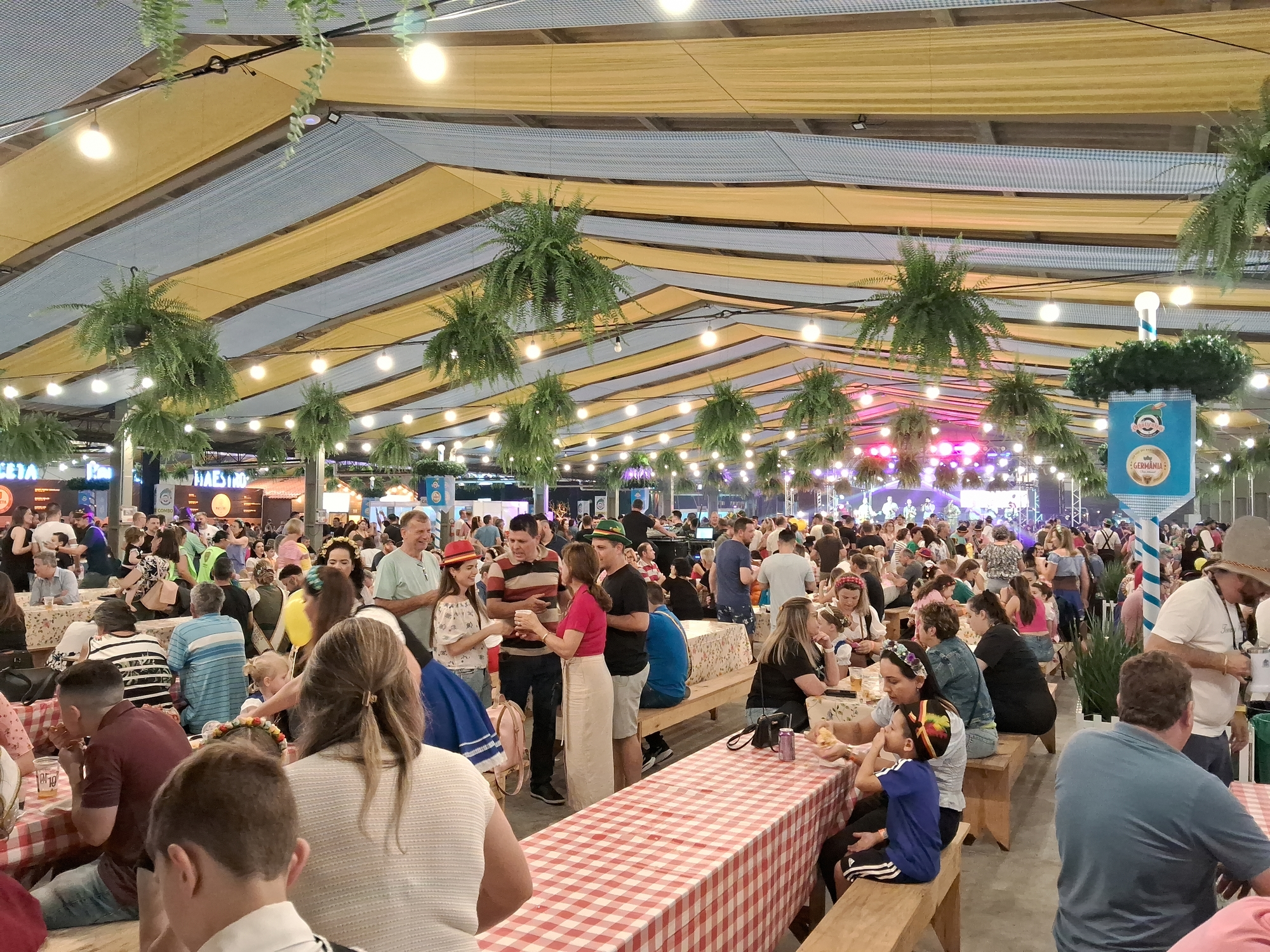
A Schützenfest em Jaraguá do Sul, Santa Catarina.

Em cidades colonizadas por Alemães como Blumenau no estado de Santa Catarina exerciam as festas de reis e rainhas onde eram aplicadas várias modalidades de eventos esportivo entre outras modalidades que fomentam a cultura Germânica e preservam a tradição.
É realizada no município de Jaraguá do Sul pela Associação dos Clubes e Sociedades de Caça e Tiro do Vale do Itapocu (ACSCTVI), criada em  18 de março de 1989 com o intuito de promover a Festa do Tiro, para resgatar as tradições germânicas, além de organizar igualmente o calendário de promoções das próprias sociedades a elas filiadas, sendo a primeira edição da Schützenfest realizada no mesmo ano.